# Gedser Station
Gedser Station er en lukket dansk jernbanestation i Gedser. Stationsbygningen er opført 1903 efter tegninger af Heinrich Wenck.

## Historie
Gedser Station åbnede, da det private jernbaneselskab A/S Gjedser Jernbane anlagde jernbanestrækningen Gedserbanen fra Nykøbing Falster til Gedser, der blev åbnet i 1886.

## Gedser Remise
Stationen lukkede i forbindelse med køreplansskiftet 2009/10, men allerede i 1986 stod det klart, at DSB ville forlade remisen. Den blev overtaget af en gruppe borgere og jernbane-entusiaster, som dannede Bevaringsforeningen Gedser Remise. Den udstiller jernbanemateriel og har indtil 2015 kørt veterantog mellem Gedser og Nykøbing F, men nu er Gedserbanens spor for skrøbeligt til det. Foreningen har pt. ingen planlagte ture med veterantog, men kører rundtur i gaderne med RemiseExpressen (perrontraktoren med 2 gamle vogne).

## Kulturel betydning
Gedser Station blev brugt til udendørsscenerne fra Korsbæk Station i tv-serien Matador. Andre scener blev optaget på Skævinge Station, omend Jernbanerestauranten aldrig har eksisteret på nogen af stationerne. Den er dog opført i Korsbæk på Bakken.
Kommandoposten fra Olsen-banden på sporet populært kaldet Det gule palæ, der oprindeligt stod ved rangersporene i Københavns Sydhavn, er blevet genopført og nyrestaureret. Det står nu ved remisen.

## Antal rejsende
Ifølge Østtællingen 2008 var udviklingen i antallet af dagligt afrejsende:
| År   | Antal |
| ---- | ----- |
| 2003 | 4     |
| 2004 | 7     |
| 2005 | -     |
| 2006 | 5     |
| 2007 | 2     |
| 2008 | 23    |